# Stazione di Vittorio Veneto (Circumvesuviana)
Stazione di Vittorio Veneto (Circumvesuviana) vasútállomás Olaszországban, Marigliano településen.

## Vasútvonalak
Az állomást az alábbi vasútvonalak érintik:
- Nápoly–Nola–Baiano-vasútvonal

## Kapcsolódó állomások
A vasútállomáshoz az alábbi állomások vannak a legközelebb:
- Stazione di Marigliano (Circumvesuviana)
- Stazione di De Ruggiero